# Footlights and Fools
Pour plus de détails, voir Fiche technique et Distribution.
Footlights and Fools est une comédie musicale américaine réalisée par William A. Seiter, sortie en 1929.
C'est un film entièrement parlant en procédé Vitaphone, avec des séquences en technicolor.

## Synopsis
Moore joue le rôle double d'une chanteuse française en Amérique qui était à l'origine une choriste américaine en France pour acquérir un nouveau personnage...

## Fiche technique
- Titre : Footlights and Fools
- Réalisation : William A. Seiter

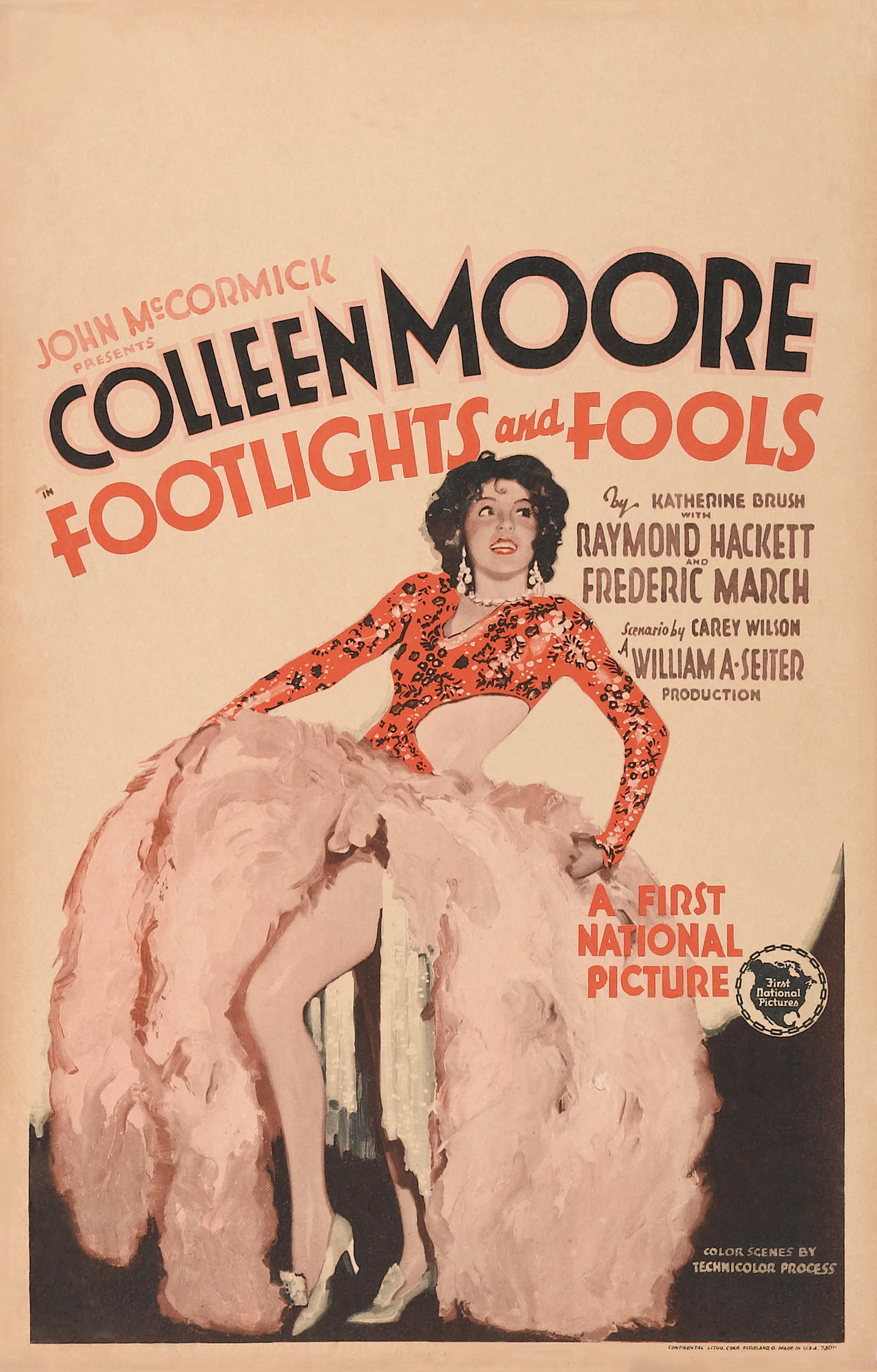
Autre affiche du film.

- Assistant-réalisateur : James Dunne
- Scénario : Thomas J. Geraghty, Carey Wilson
- Photographie : Henry Freulich, Sidney Hickox
- Montage :
- Musique : Alois Reiser (non crédité)
- Direction artistique :
- Décors :
- Costumes : Edward Stevenson
- Son : Oliver S. Garretson
- Chorégraphe : Max Scheck
- Producteur : John McCormick
- Société de production : First National Pictures
- Société de distribution : Warner Brothers
- Genre : Film dramatique, Film musical
- Musique : Alois Reiser
- Durée : 78 minutes
- Date de sortie : 8 novembre 1929

## Distribution
- Colleen Moore : Betty Murphy / Fifi D'Auray
- Raymond Hackett : Jimmy Willet
- Fredric March : Gregory Pyne
- Virginia Lee Corbin : Claire Floyd
- Mickey Bennett : Call boy
- Edward Martindel : Chandler Cunnungham
- Adrienne D'Ambricourt : Jo
- Fred Howard
- Sydney Jarvis : Stage manager
- Cleve Moore : Press agent
- Andy Rice Jr. : Song plugger
- Ben Hendricks Jr. : Stage doorman
- Larry Banthim : Bud Burke
- Earl Bartlett : Trio Leader
- Nora Cecil